# Chet

Fenickie chet

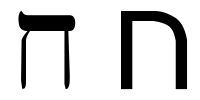
Litera chet w kroju pisma (kolejno od prawej do lewej): nowoczesnym bezszeryfowym i tradycyjnym

Chet (ח ,ح‍) – ósma litera alfabetów semickich, m.in. alfabetu fenickiego, alfabetu aramejskiego, alfabetu arabskiego, alfabetu hebrajskiego o wartości numerycznej 8.
W hebrajskim odpowiada dźwiękowi [χ] lub [ħ] (języczkowe lub gardłowe h), jak np. w wyrazie אבטיח (trb. awati'ach – arbuz).  W transkrypcji zapisywana jako "ch" dla odróżnienia od słabego, świszczącego h. Wraz z literą כ odpowiada za "charczące" brzmienie języka.